# Gunnar Strömstén
Gunnar Valfrid Strömstén (23 januari 1885 – 10 december 1963) was een Finse schaatser.
Gunnar Strömstén deed op 21-jarige leeftijd voor het eerst mee aan een internationaal kampioenschap. Bij de WK Allround van 1906 in Helsinki werd hij tweede. Een jaar later evenaarde hij deze prestatie bij het WK Allround in Trondheim. Doordat in de beginjaren alleen de winnaar vastgesteld werd, mits hij minstens drie van de vier afstanden winnend afsloot, hield Strömstén geen medaille over aan de kampioenschappen. De zilveren medailles kwamen de Fin wel toe toen hij in 1912 tweede werd bij de EK Allround in Stockholm en bij de WK Allround in Oslo.
Na 1913 schaatste Strömstén, mede door de Eerste Wereldoorlog, geen internationale wedstrijden meer. Totdat in 1922 de EK Allround weer in Helsinki georganiseerd werden.

## Resultaten
| Jaar    | EK Allround | WK Allround |
| ------- | ----------- | ----------- |
| 1906    | -           | (2)         |
| 1907    | -           | (2)         |
| 1908    | -           | 4e          |
| 1909    | -           | -           |
| 1910    | -           | 7e          |
| 1911    | -           | -           |
| 1912    | Zilver      | Zilver      |
| 1913    | -           | 8e          |
| 1914    | -           | -           |
| 1915/21 | *           | *           |
| 1922    | NF1         | -           |

- = niet georganiseerd

### Medaillespiegel
| Kampioenschap | Goud | Zilver | Brons |
| ------------- | ---- | ------ | ----- |
| EK Allround   | 0    | 1      | 0     |
| WK Allround   | 0    | 1      | 0     |